# Bến phà Quảng trường Edinburgh

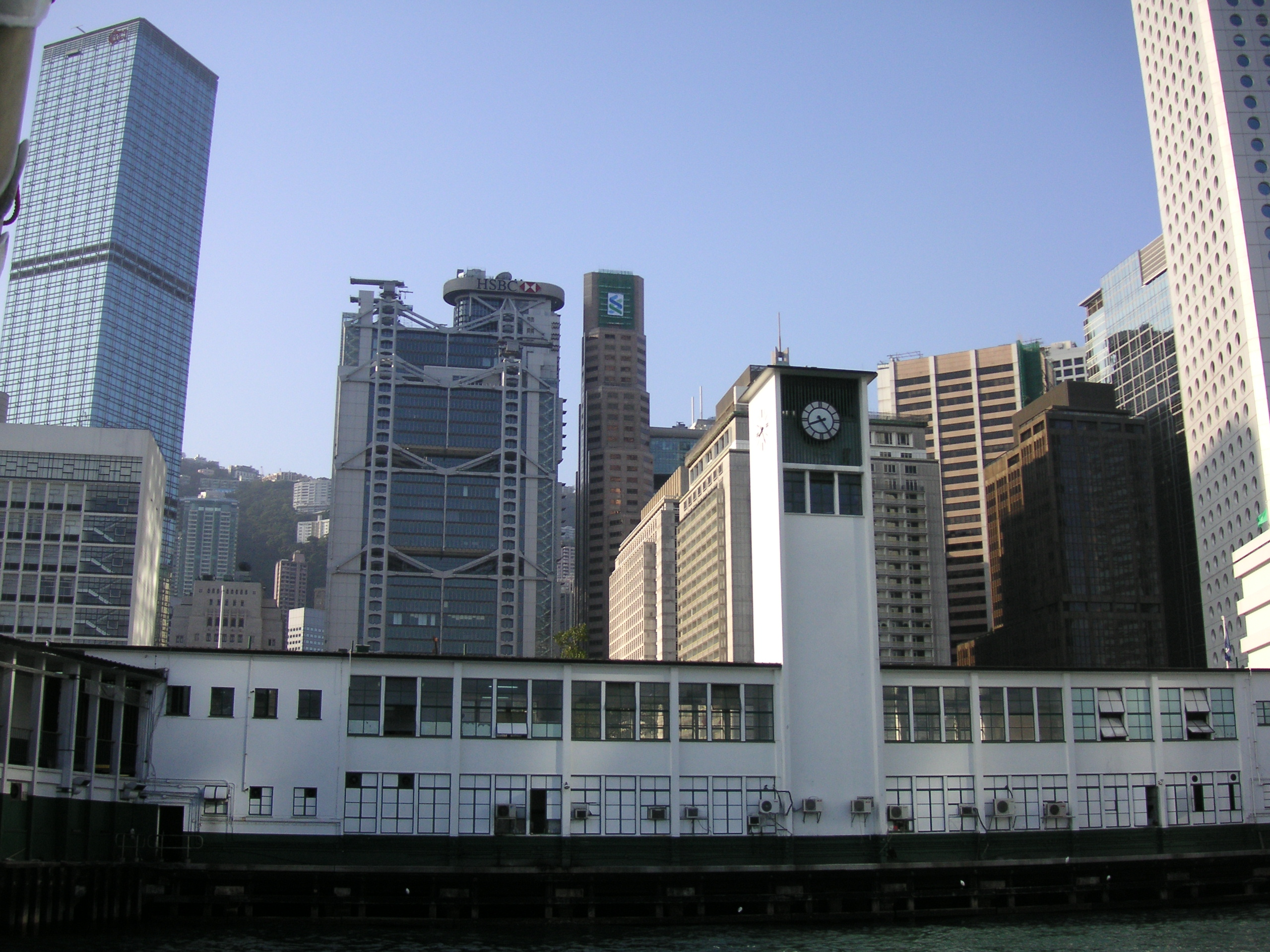
Bến phà Quảng trường Edinburgh và tháp đồng hồ của nó được nhìn từ biển, tháng 11 năm 2005

Bến phà Quảng trường Edinburgh (tiếng Hồng Kông:; tiếng Anh: Edinburgh Place Star Ferry Pier; 1958 - bị phá hủy 12 tháng 11 năm 2006) còn được gọi là bến tàu Edinburgh Place, thường được gọi là "Star Ferry" Pier là một bến phà nằm trong Quảng trường Edinburgh, Trung Hoàn, Hồng Kông. Bến phà sau đó đã bị phá vào năm 2006 và thay thế bằng Bến phà Trung tâm.

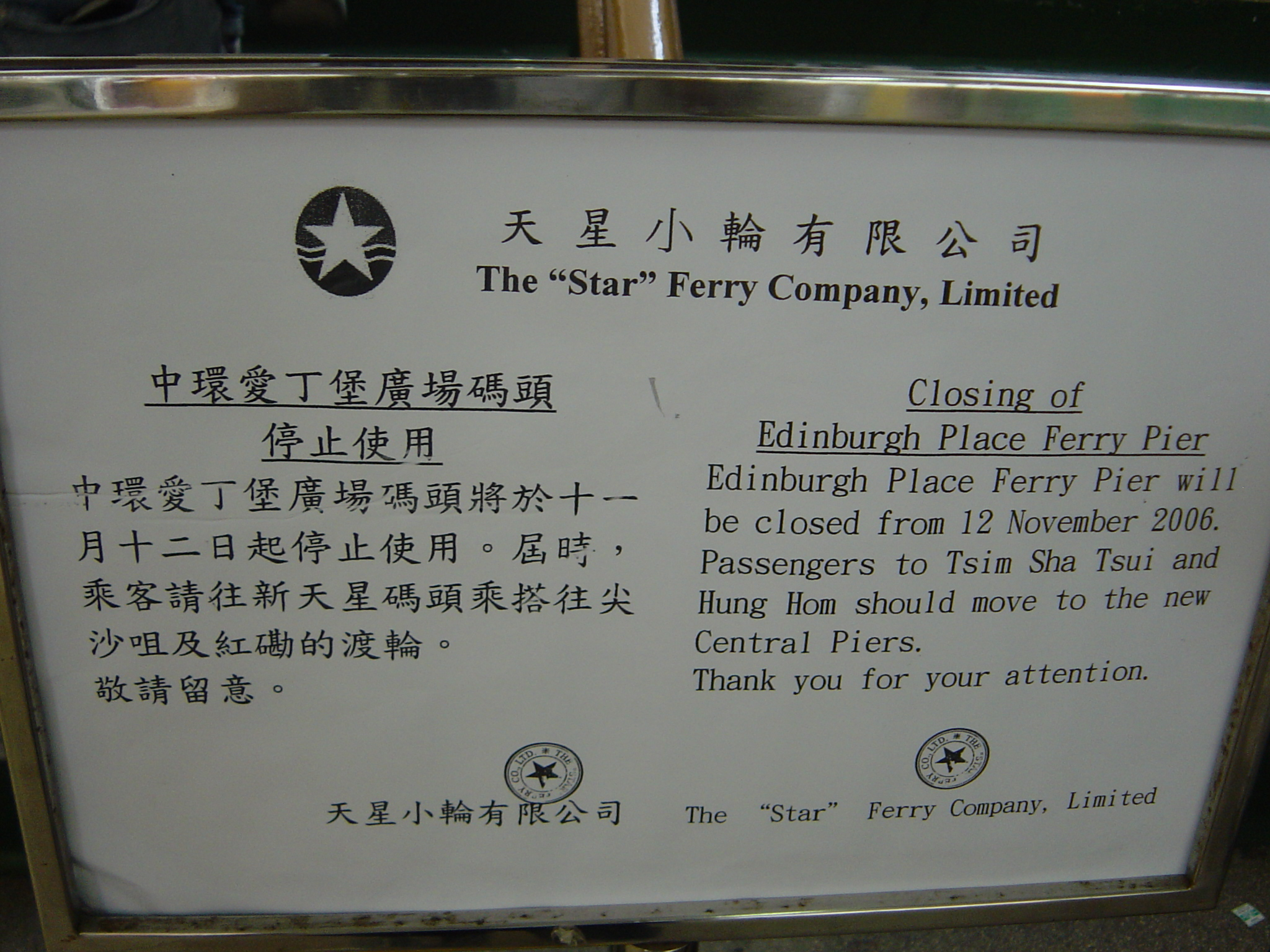
Thông báo đóng cửa (tháng 11 năm 2006)

## Lịch sử

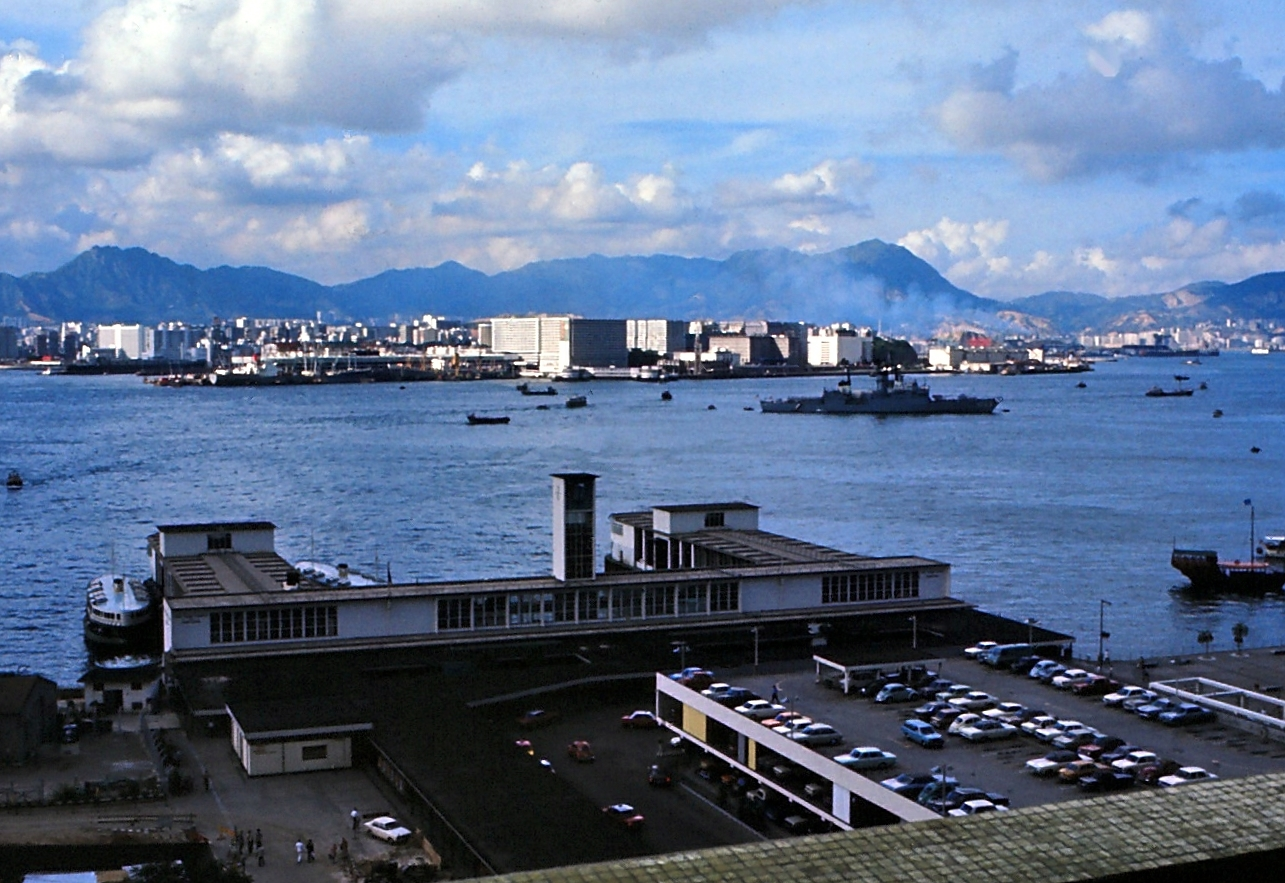
Bến phà Quảng trường Edinburgh năm 1971

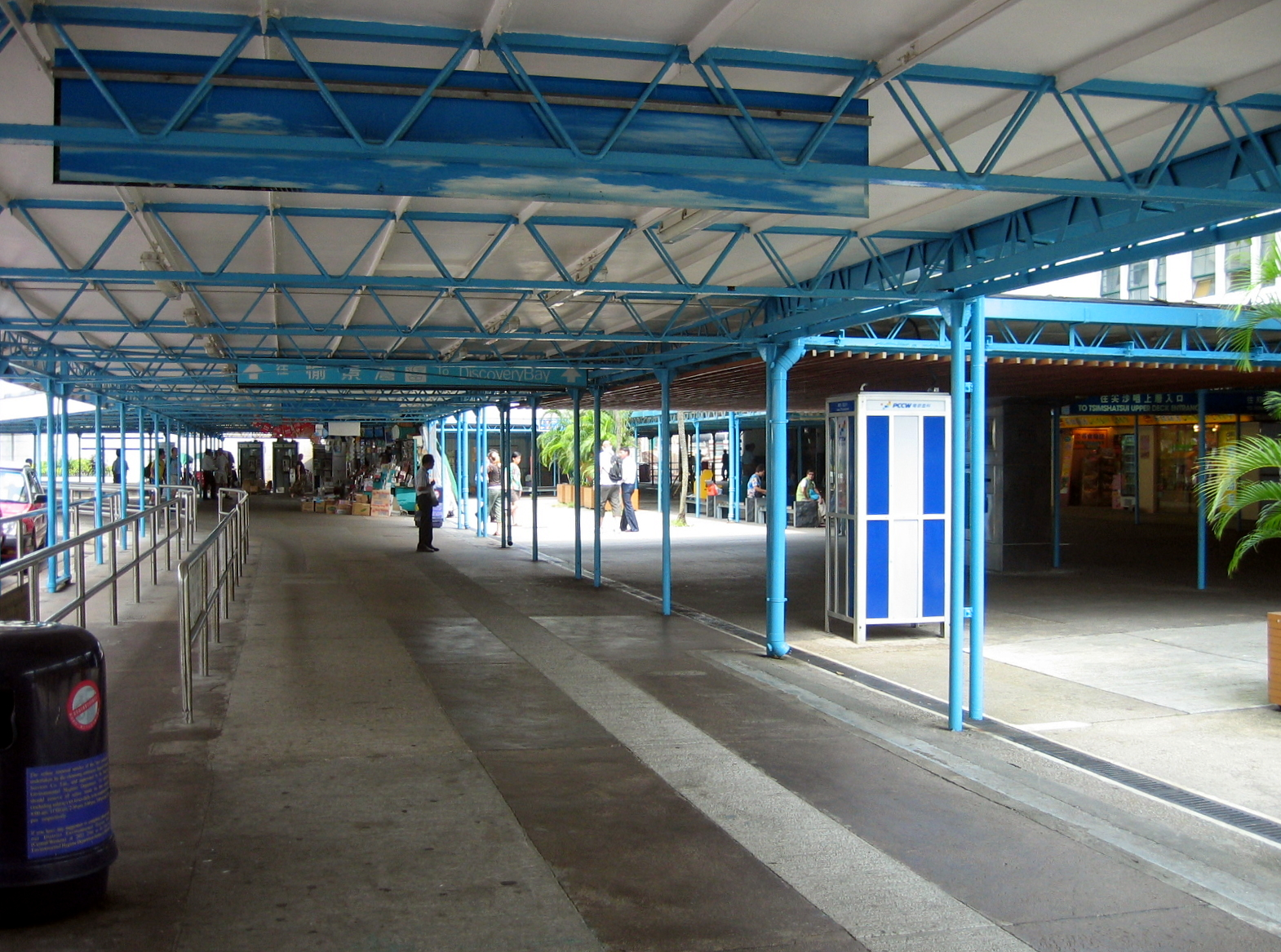
Lối vào bến phà

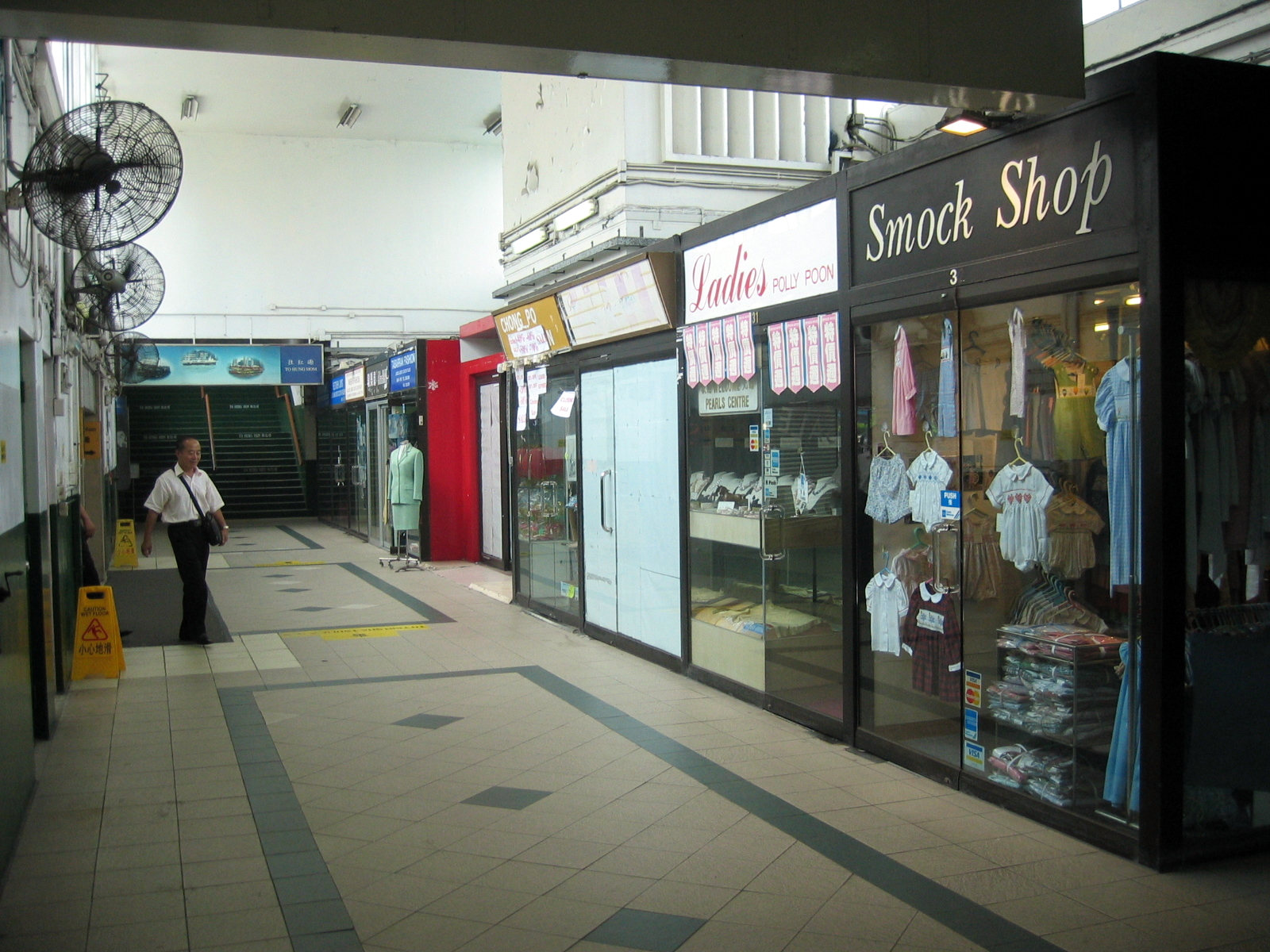
Các cửa hàng tại Bến phà Quảng trường Edinburgh

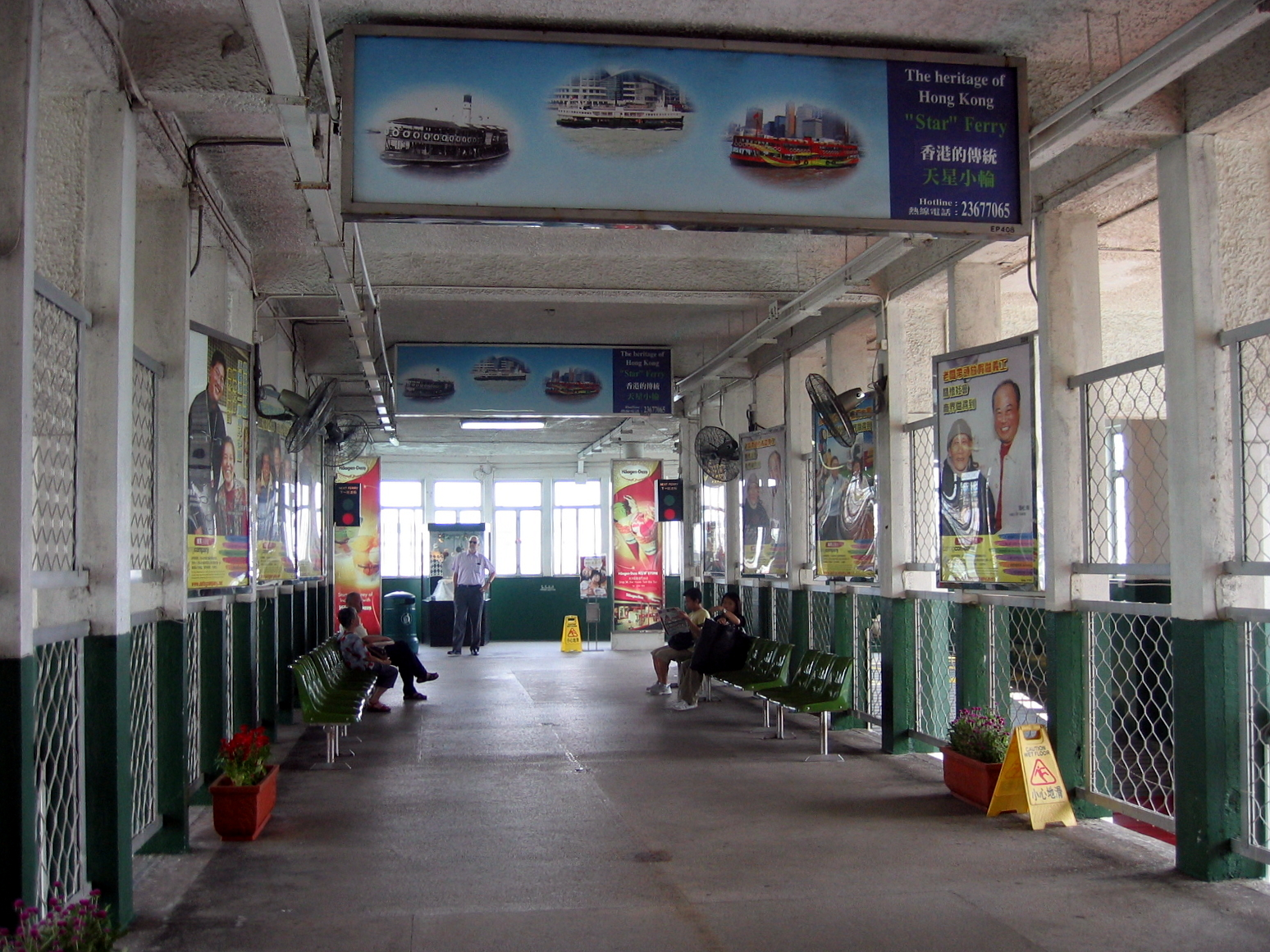
Khu vực cầu cảng

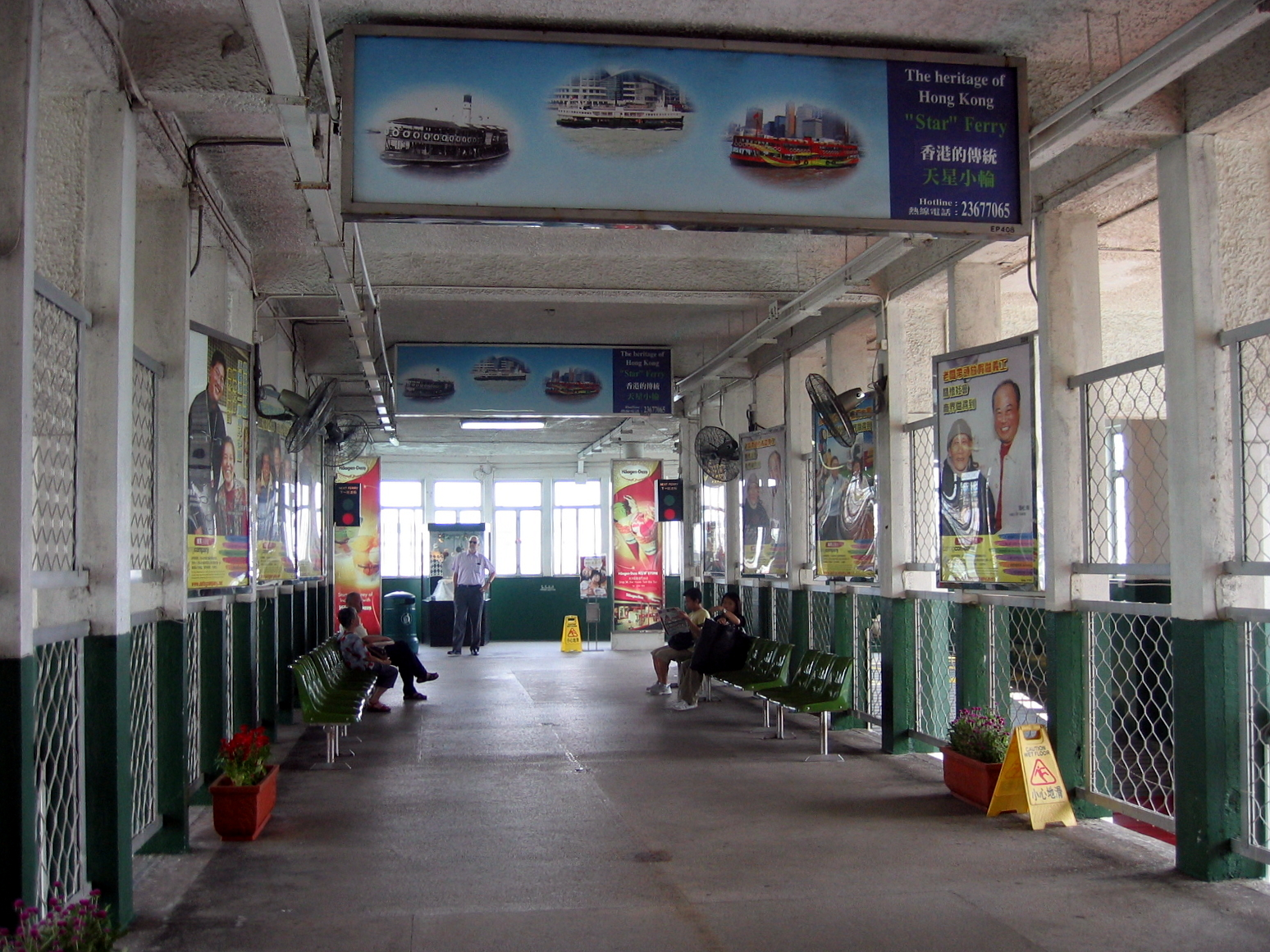
Lớp học Bến phà Quảng trường Edinburgh

Bến phà Star Ferry ở Trung Hoàn đã được di dời nhiều lần cùng các dự án cải tạo trong những năm qua. Năm 1958, Bến phà Star và Bến tàu Queen's đã được chuyển đến vị trí hiện tại do sự khai hoang ở Trung Hoàn. Bởi đây là lần di dời thứ hai, nhà ga do đó cũng được gọi là "Bến phà Star Ferry thế hệ thứ ba".

### Thiết kế
Thiết kế của bến tàu chủ yếu đơn giản và thiết thực, đó là phong cách kiến trúc hiện đại. Thiết kế bên ngoài của tòa nhà chính của cầu cảng được thiết kế bởi Kiến trúc sư trưởng của Văn phòng chính phủ Li Lide, và trợ lý kiến trúc sư Chen Hongye. Chen Hongye đã thiết kế hình dạng, và ông chủ của anh đề nghị thêm một tháp chuông để làm cho tòa nhà trở nên đơn giản và quý phái. Một chiếc đồng hồ lớn được tặng bởi Hoàng tử Bỉ và sau đó được trao cho Bến phà. Nhà sản xuất đồng hồ Thwaites và Reed, từng thiết kế Tháp đồng hồ Big Ben ở Anh, đây là tháp đồng hồ cơ cuối cùng của Hồng Kông. Tháp đồng hồ trở thành một trong những tháp đồng hồ lâu đời nhất ở Hồng Kông. Trước khi bị phá hủy vào cuối năm 2006, bến phà và tháp đồng hồ đã được sử dụng trong 49 năm và là một trong những địa điểm nổi tiếng ở Hồng Kông.

### Phá hủy
Tính đến đầu năm 2003, dự án Trung ương Cải tạo Giai đoạn III gặp va chạm vào cầu tàu, vào ngày 12 tháng 11 năm 2006, bến phà lần thứ ba được chuyển đến Bến phà Trung tâm, và trở thành một phần không thể thiếu của các bến tàu. Theo đó, các vị trí bến phà, tháp đồng hồ, Queen's Pier, và Bến tàu Tòa thị chính sẽ bị san phẳng cùng các con đường và các tòa nhà thương mại sẽ bị phá hủy cho đến khi nhà ga mới khai trương vào tháng 11.

## Hình ảnh bến phà bị phá

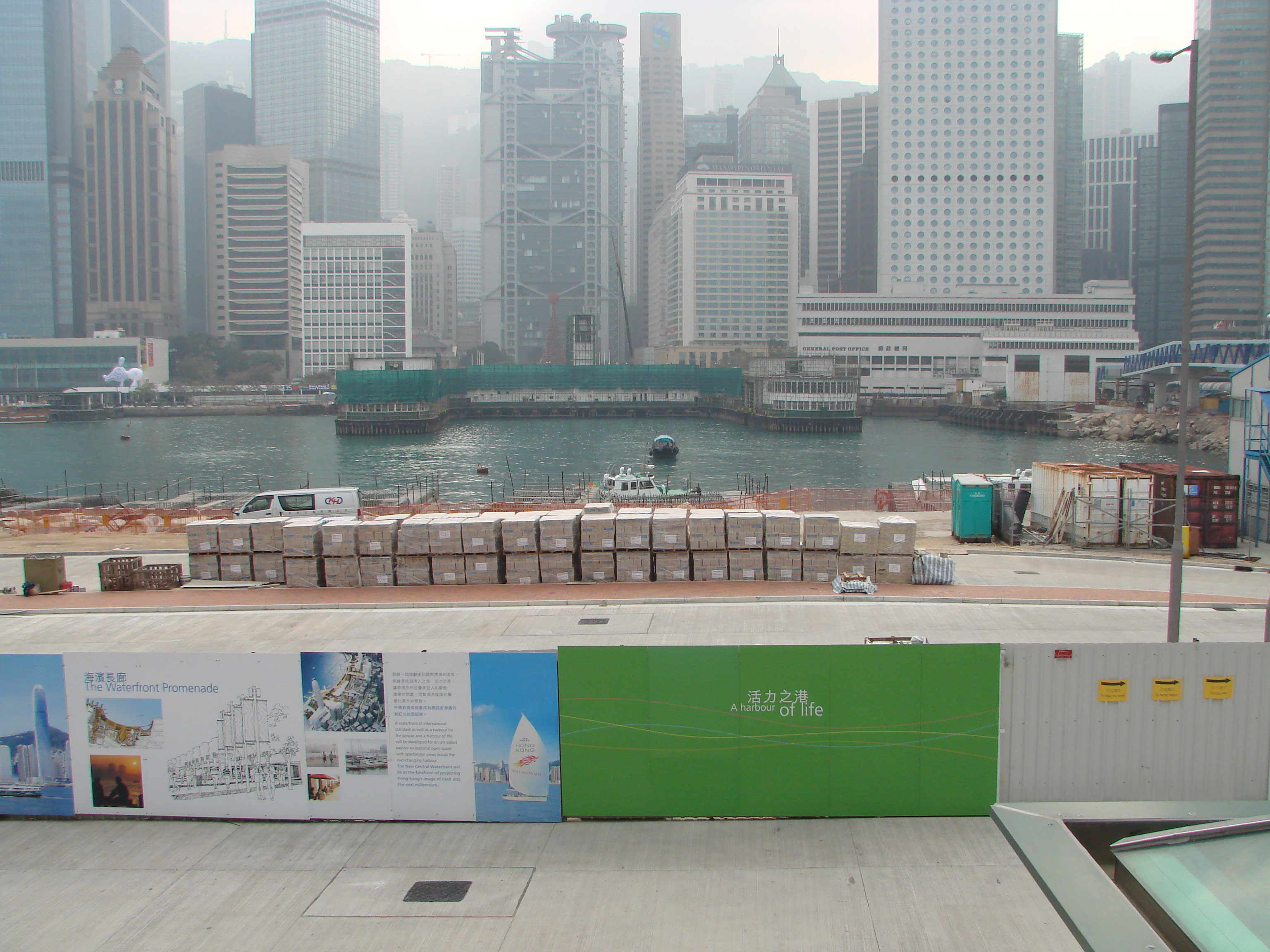
Chuẩn bị phá hủy bến phà Place (tháng 12 năm 2006)
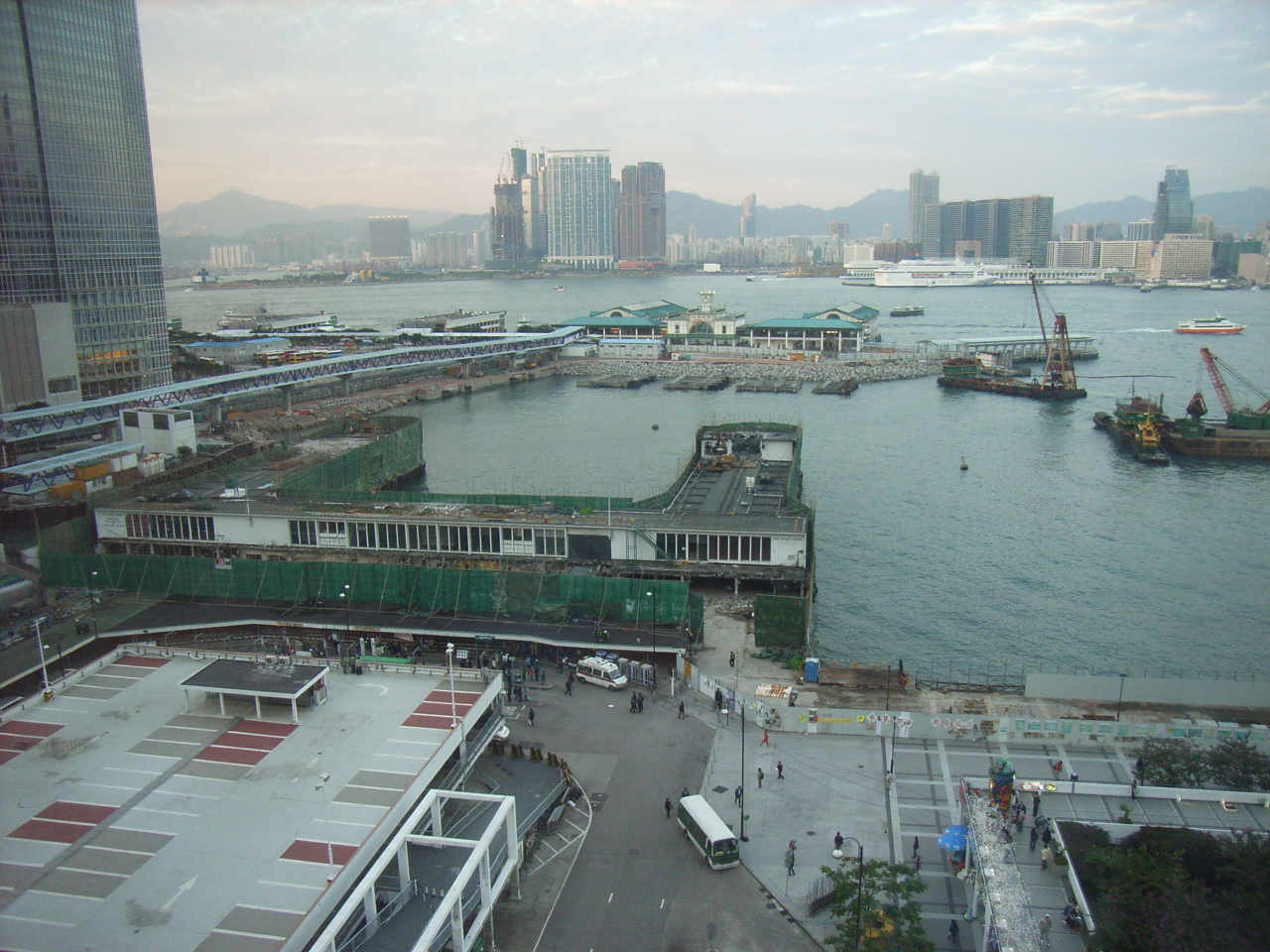
Phá hủy bến phà Place (tháng 12 năm 2006)
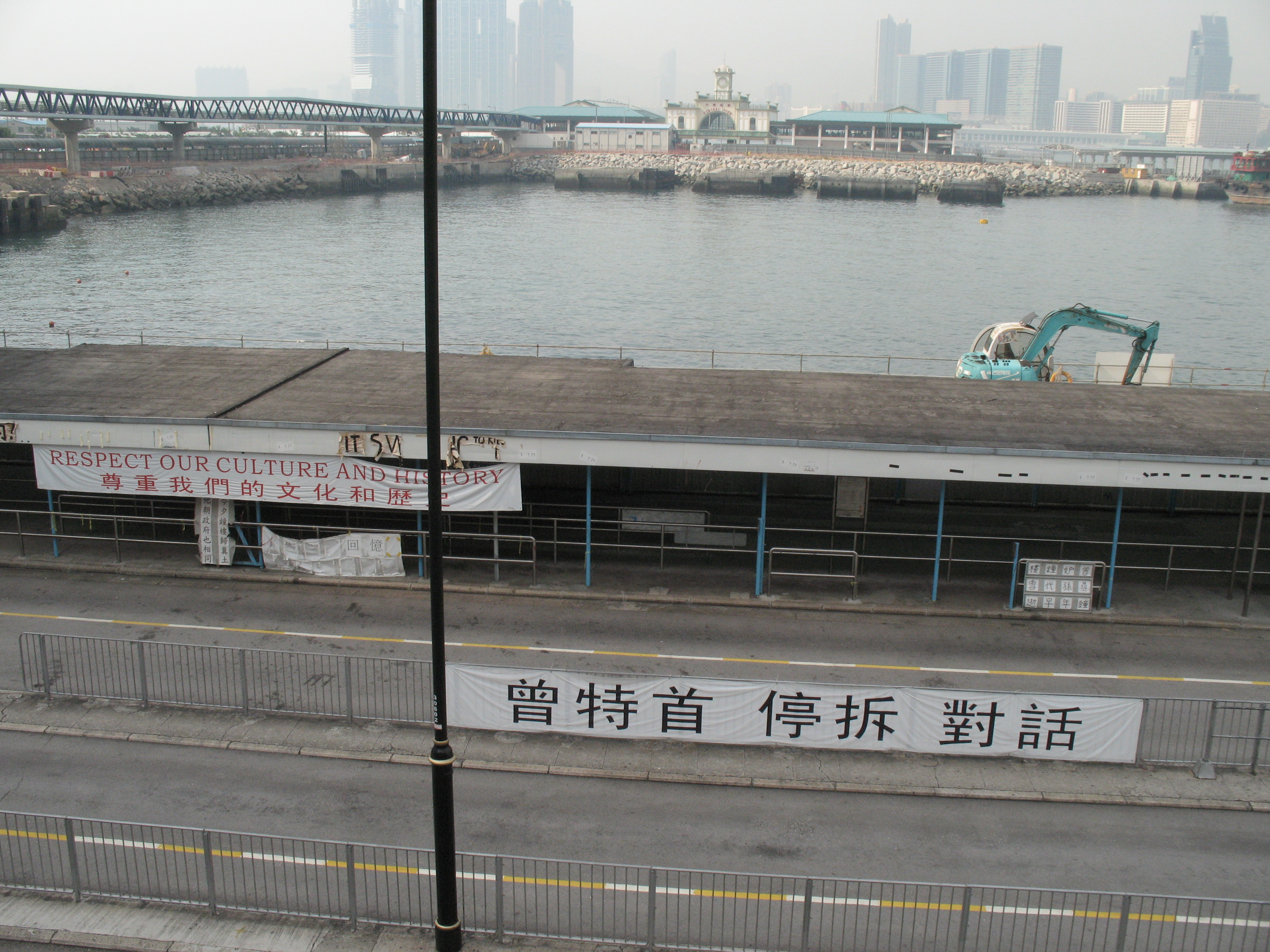
Phá hủy bến phà Place (tháng 6 năm 2007)
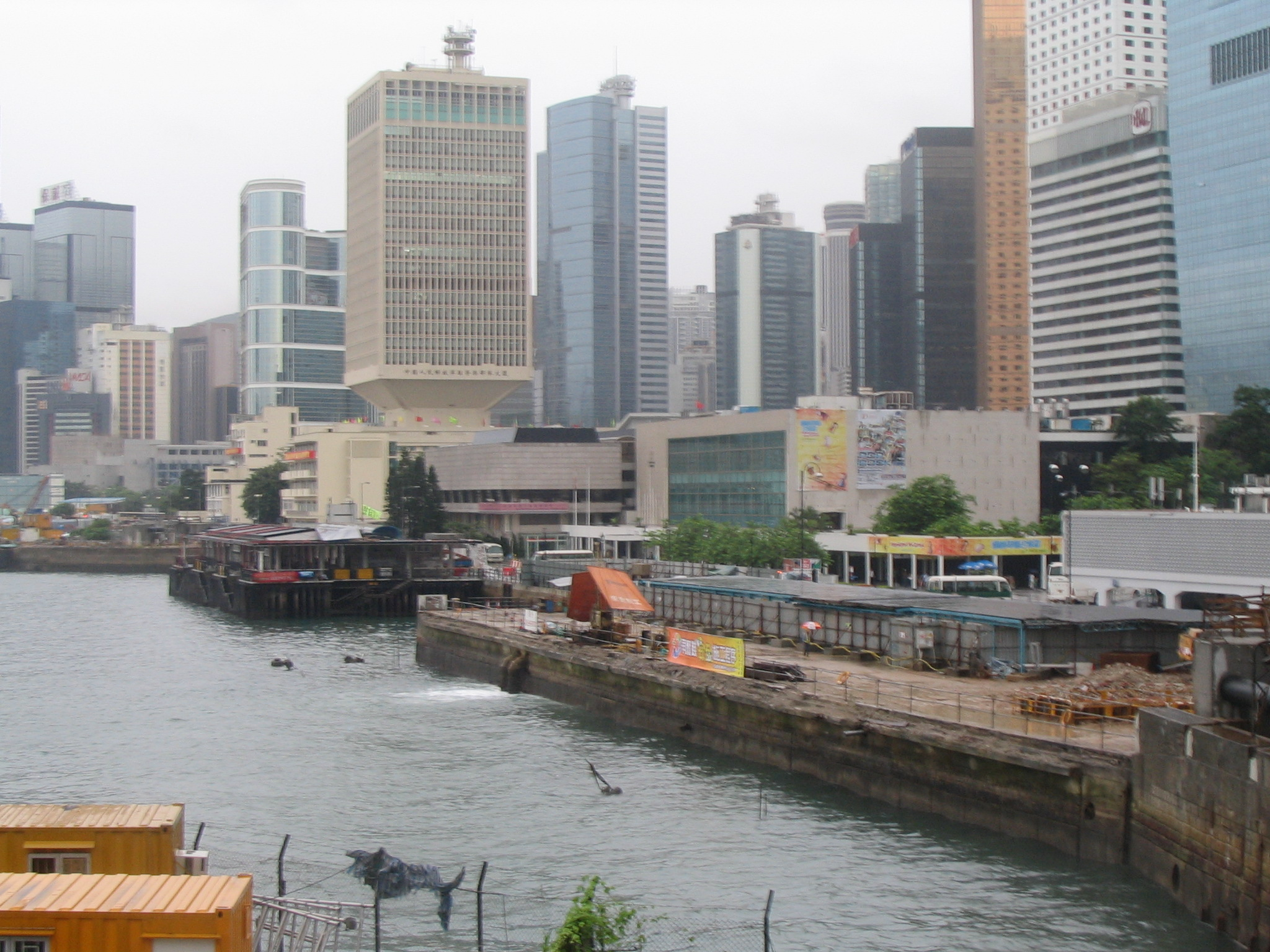
Phá hủy bến phà Place (tháng 5 năm 2007)